# 瓦松根
瓦松根（德語：Wasungen，發音：[ˈvaːzʊŋən] ⓘ）是德国图林根州施马尔卡尔登-迈宁根县的城市，面积89.08平方千米，2023年12月31日人口为5,413人。2019年1月1日，市镇欣普弗斯豪森、梅策尔斯、厄普弗斯豪森、下卡茨和瓦恩斯并入瓦松根。